# Плешевски окръг
Плешевски окръг (на полски: Powiat pleszewski) е окръг в Централна Полша, Великополско войводство. Заема площ от 713,09 км2. Административен център е град Плешев.

## География
Окръгът се намира в историческия регион Великополша. Разположен е в източната част на войводството.

## Население
Населението на окръга възлиза на 63 225 души (2012 г.). Гъстотата е 89 души/км2.

## Административно деление
Административно окръгът е разделен на 6 общини.
Градско-селска община:
- Община Плешев

Селски общини:
- Община Гизалки
- Община Голухов
- Община Добжица
- Община Хоч
- Община Чермин

## Фотогалерия
- Плешев
- Голухов
- Добжица
- Хоч